# Szung Csing-ling
Szung Csing-ling (kínaiul: 宋庆龄, pinjin: Sòng Qìnglíng, egyéb latin átírással Soong Ching Ling; Sanghaj, 1893. január 27. – Peking, 1981. május 29.) kínai politikus, 1949 és 1954 között alelnök, 1968 és 1975, valamint 1976 és 1978 között a Kínai Népköztársaság első és egyetlen női elnöke volt.

## Magánélete
Férje Szun Jat-szen, a ,,kínai forradalom" atyja volt. 1915-ben kötöttek házasságot és házasságuk Szun haláláig, 1925-ig tartott. 

## Díjak, kitüntetések
- Nemzetközi Sztálin-békedíj (1951)

## Fényképek

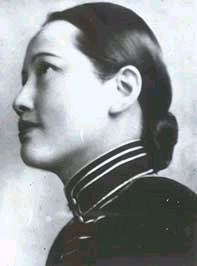
1931-ben
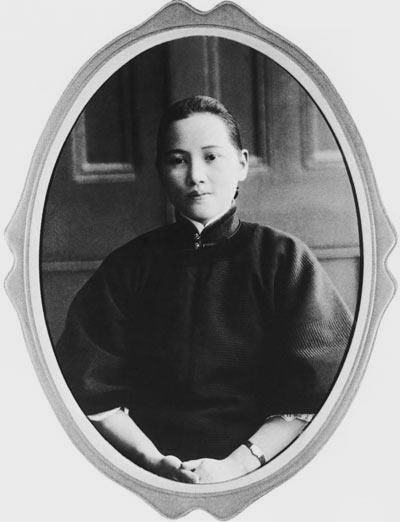
1927-ben
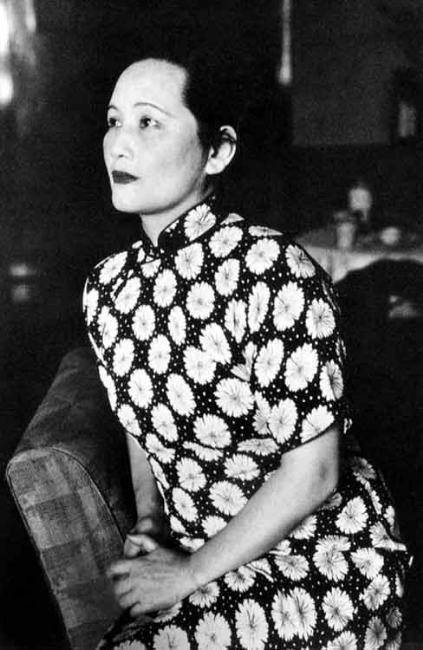
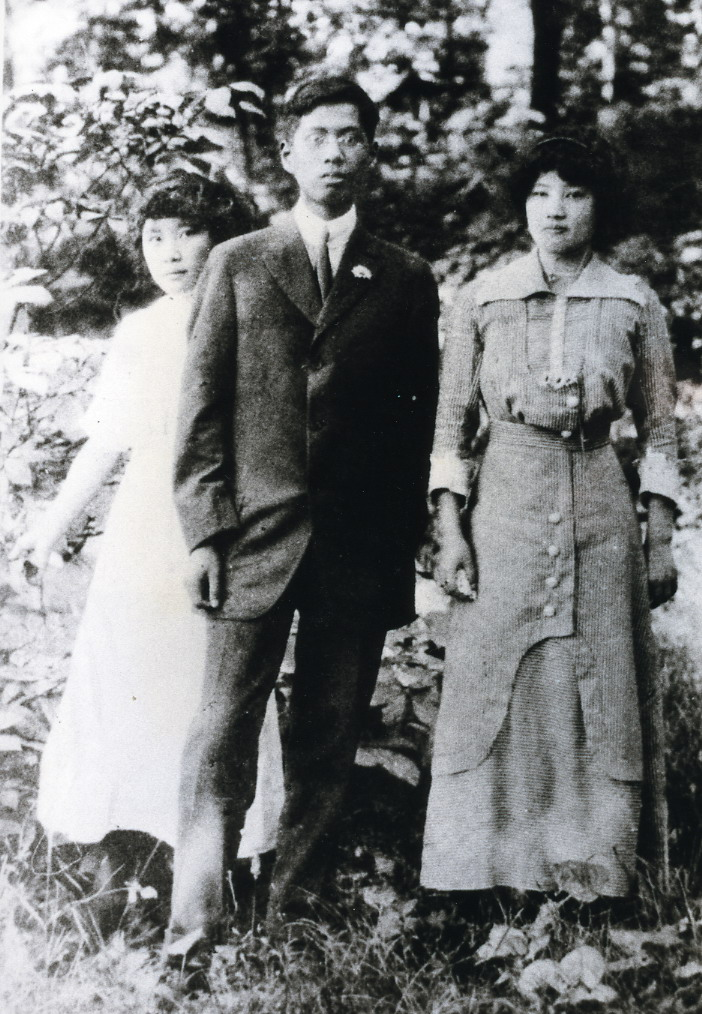
Testvéreivel
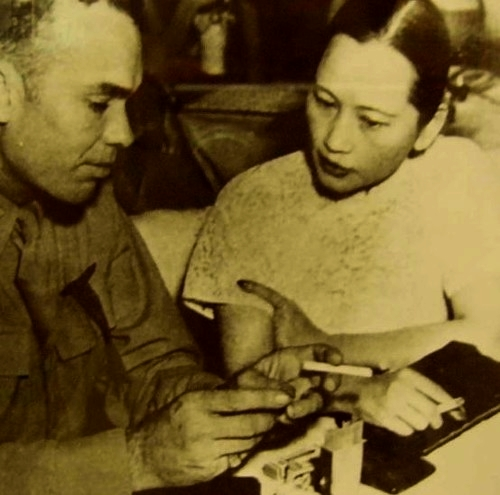
Szung Csing-ling és John Service
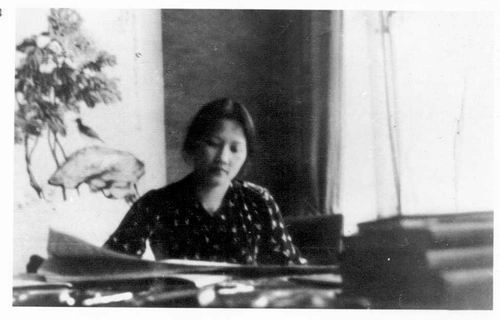
1920-ban

## Fordítás
- Ez a szócikk részben vagy egészben  a   Soong Ching Ling című angol Wikipédia-szócikk ezen változatának fordításán alapul.  Az eredeti cikk szerkesztőit annak laptörténete sorolja fel. Ez a jelzés csupán a megfogalmazás eredetét és a szerzői jogokat jelzi, nem szolgál a cikkben szereplő információk forrásmegjelöléseként.
- Ez a szócikk részben vagy egészben  a   Soong Ching-ling című spanyol Wikipédia-szócikk ezen változatának fordításán alapul.  Az eredeti cikk szerkesztőit annak laptörténete sorolja fel. Ez a jelzés csupán a megfogalmazás eredetét és a szerzői jogokat jelzi, nem szolgál a cikkben szereplő információk forrásmegjelöléseként.